# Pniw
Pniw (ukrainisch Пнів; russisch Пнев Pnew, polnisch Pniów) ist ein Dorf in der ukrainischen Oblast Iwano-Frankiwsk mit etwa 4400 Einwohnern (2025).

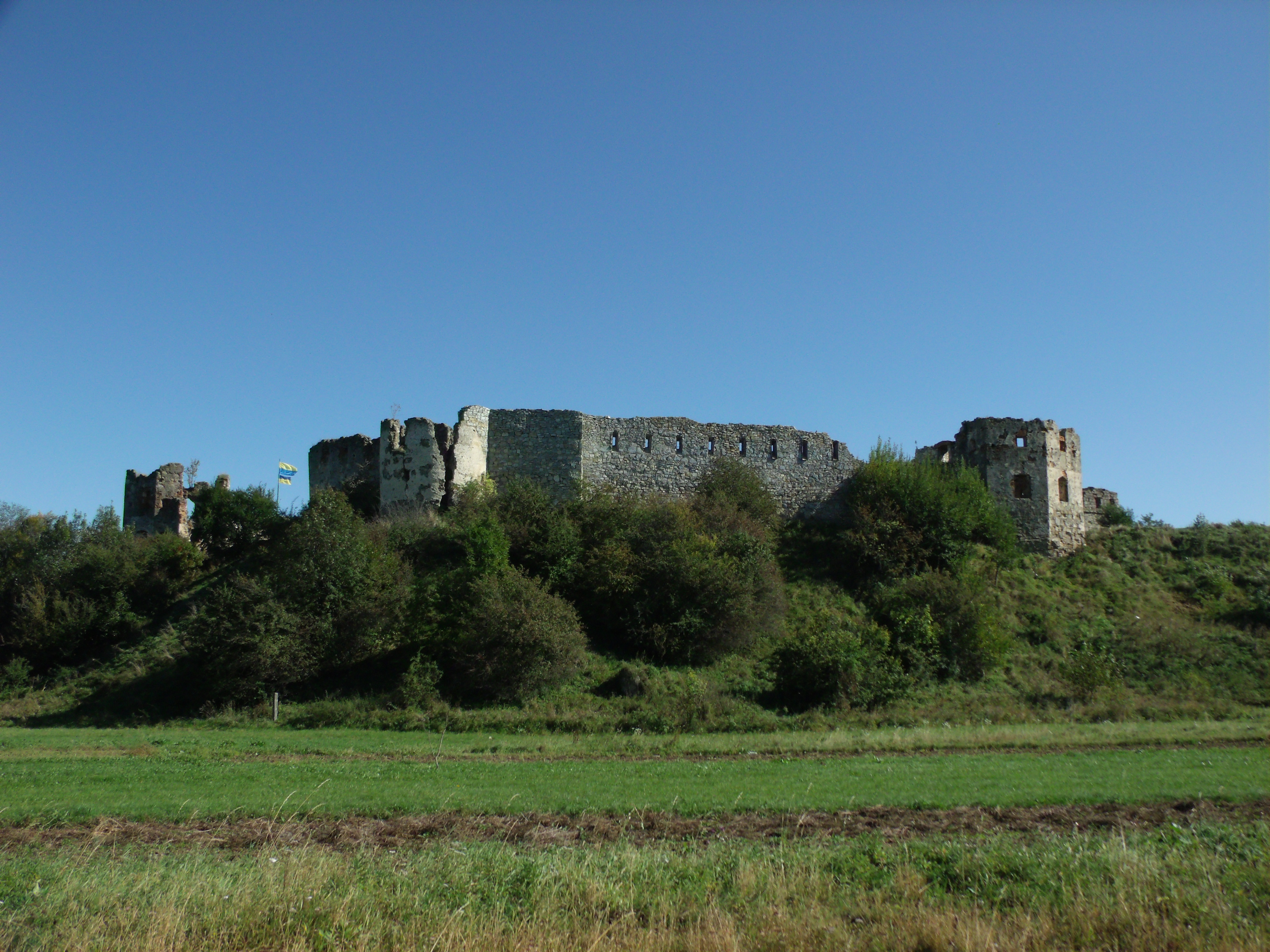
Burgruine Pniw 2014

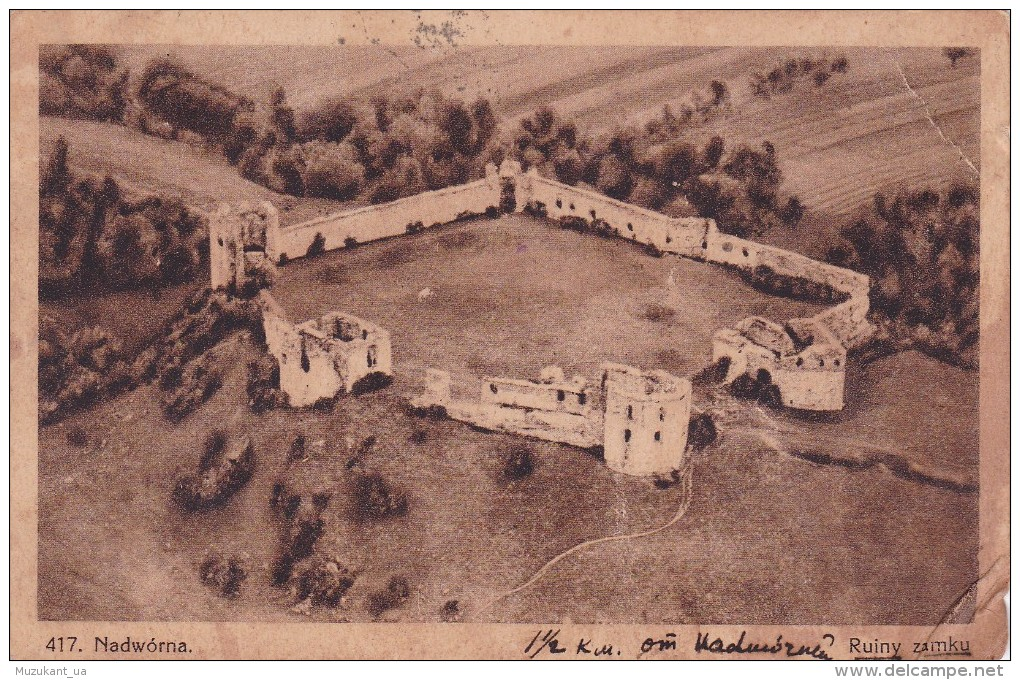
Burg Pniw 1932

Das erstmals 1482 schriftlich erwähnte Dorf liegt im Osten der historischen Landschaft Galizien am Ufer der Bystryzja Nadwirnjanska 5 km südwestlich vom Rajonzentrum Nadwirna und etwa 45 km südwestlich vom Oblastzentrum Iwano-Frankiwsk.
Am 2. Juli 2019 wurde das Dorf ein Teil der neu gegründeten Landgemeinde Passitschna im Rajon Nadwirna, bis dahin bildete es zusammen mit den Dörfern Bilosoryna (Білозорина) und Mosoliwka (Мозолівка) die Landratsgemeinde Pniw (Пнівська сільська рада/Pniwska silska rada) im Nordwesten des Rajons.

## Burg Pniw
Im Dorf befindet sich auf einem Hügel die Burg Pniw (Пнівський замок) aus der zweiten Hälfte des 16. Jahrhunderts, die während der polnisch-türkischen Kriege ein wichtiger Festungsposten und bis zur Errichtung der Festung Stanisławów die stärkste Befestigung in Pokutien war. Inzwischen ist die Burg zu einer Ruine verfallen.